# Panggisari
Panggisari este un sat din Indonezia. Are o populație de 4.251 locuitori.